# Saad Hariri
Saad El-Din Rafik Al-Hariri (em árabe: سعد الدين رفيق الحريري; Riade, 18 de abril de 1970) é um político libanês nascido na Arábia Saudita. Foi primeiro-ministro do Líbano em duas ocasiões, de 2009 a 2011 e de 2016 a 2020.
É filho do também ex-primeiro-ministro Rafik Hariri, assassinado em 2005. Hariri também tem sido líder do partido Movimento do Futuro desde a morte do pai. Ele tem sido visto como uma das "figuras fortes" do Movimento 14 de Março.
Hariri nasceu em uma família rica, com ligações políticas, filho de um empresário libanês com uma iraquiana. Ele estudou negócios financeiros nos Estados Unidos, depois trabalhou em uma empresa de comunicações na Arábia Saudita. Antes de entrar para a política, ele foi presidente do comitê executivo da Oger Telecom, que investiu em telecomunicações no Oriente Médio e na África, entre 1994 e 2005. Além disso, foi presidente da Omnia Holdings e membro do conselho da Oger International Entreprise de Travaux Internationaux, Saudi Investiment Ban, e do Grupo de Pesquisa e Marketing Saudita,canal de televisão libanês Future TV.
Após a morte de Rafik Hariri, em 2005, ele assumiu a liderança do Movimento do Futuro e, entre 2009 e 2011, serviu como primeiro-ministro do Líbano pela primeira vez. Tensões com outros movimentos políticos forçaram ele a renunciar, mas Hariri não saiu da vida política.
Após viver três anos no exterior, ele retornou para o Líbano em agosto de 2014 e foi nomeado primeiro-ministro novamente em novembro de 2016. Hariri foi forçado a renunciar novamente, em novembro de 2017, citando problemas políticos e a crescente influência do Irã e do Hezbollah como motivos, além do medo de ser assassinado. Ao fim de novembro, contudo, ele anunciou que iria adiar a decisão de renunciar. Em 5 de dezembro do mesmo ano, ele retirou sua demissão e retomou o cargo de primeiro ministro.
Após série de protestos no Líbano, renunciou ao cargo de primeiro-ministro em 29 de outubro de 2019.